# Premier League – A szezon fiatal játékosa
A Premier League – A szezon fiatal játékosa egy évente átadott díj Angliában, amelyet legfeljebb 23 éves játékosoknak adnak át a Premier League-ben, az angol labdarúgó-bajnokság első osztályában. A 2020–2021-es szezon óta Hublot A szezon fiatal játékosa néven ismert, az első évében a TAG Heuer cég nevét viselte.
Trent Alexander-Arnold, a Liverpool játékosa nyerte el az első díjat, őt kétszer is Phil Foden követte. Ő lett az első labdarúgó, aki kétszer is elnyerte a díjat.

## Győztesek
| Játékos | A játékos neve és az, hogy hányszor nyerte el a díjat |
|         | Játékosok, akik több díjat is megnyertek a szezonban  |
|         | Csapatok, amelyek bajnokok lettek abban a szezonban   |

| Szezon    | Játékos                | Nemzetiség | Csapat          | For.  |
| --------- | ---------------------- | ---------- | --------------- | ----- |
| 2019–2020 | Trent Alexander-Arnold | Anglia     | Liverpool       | [ 3 ] |
| 2020–2021 | Phil Foden (1)         | Anglia     | Manchester City | [ 4 ] |
| 2021–2022 | Phil Foden (2)         | Anglia     | Manchester City | [ 5 ] |
| 2022–2023 | Erling Haaland         | Norvégia   | Manchester City |       |
| 2023–2024 | Cole Palmer            | Anglia     | Chelsea         | [ 6 ] |
| 2024–2025 | Ryan Gravenberch       | Hollandia  | Liverpool       | [ 7 ] |

## Győztesek országonként
| Ország    | Győztes |
| --------- | ------- |
| Anglia    | 4       |
| Norvégia  | 1       |
| Hollandia | 1       |

## Győztesek klubonként
| Klub            | Győztes |
| --------------- | ------- |
| Manchester City | 3       |
| Liverpool       | 2       |
| Chelsea         | 1       |